# La Salvetat-Belmontet
La Salvetat-Belmontet là một làng và xã ở tỉnh Tarn-et-Garonne trong vùng Tarn-et-Garonne, Pháp.